# Крамков, Дмитрий Олегович
Дмитрий Олегович Крамков (р. 03.11.1964 г.) — российский математик, кандидат физико-математических наук.
Окончил МФТИ, затем — аспирантуру Математического института им. Стеклова АН СССР (Москва). Там же в 1992 году защитил диссертацию на тему «К общей теории фильтрованного статистического эксперимента», научный руководитель — Альберт Ширяев.
Область научных интересов — статистика, финансовая математика.
Лауреат премии Европейского математического общества 1996 года.
С 2003 года профессор университета Карнеги — Меллона (США).
Список публикаций: http://www.math.cmu.edu/~kramkov/publications.html